# Usia novakii
Usia novakii är en tvåvingeart som beskrevs av Gabriel Strobl 1902. Usia novakii ingår i släktet Usia och familjen svävflugor. Inga underarter finns listade i Catalogue of Life.